# Felice Filippini
Felice Filippini (Arbedo-Castione, 20 giugno 1917 – Muzzano, 9 settembre 1988) è stato uno scrittore, pittore e traduttore svizzero-italiano.

## Biografia
Nato ad Arbedo, si formò presso la scuola normale magistrale a Locarno dal 1934 al 1937. Nel 1940 sposò la pianista Dafne Salati: il loro figlio Rocco Filippini è stato un importante violoncellista.
Il suo romanzo Il signore dei poveri morti vinse il Premio Lugano nel 1942. A esso seguirono Racconti del sabato sera (1947) vincitore del Premio Paraggi; Ragno di sera (1950), vincitore del Premio Schiller, e il saggio Fare il ritratto di Alberto Giacometti (1966). Dal 1949 al 1969 fu direttore del servizio parlato della Radio della Svizzera italiana.
Parallelamente all'attività di scrittore coltivò quella di pittore. Nel 1941 affrescò con San Nicolao santo, contadino e soldato la parete del coro dell'Oratorio di San Nicolao della Flüe a Rivera. Sua è anche una edicola della Via Crucis a Morcote, risalente al 1943, ed un dipinto murale del 1957 nel vano scala del Palazzo del Governo cantonale a Bellinzona.
Oltre a queste tre opere di carattere pubblico realizzò molte tele per il mercato privato: gli elementi figurativi astratti ed i ricchi colori lo pongono vicino al movimento milanese di Corrente.
Il Museo Cantonale d'Arte di Lugano conserva sue 13 opere.